# Saint-Samson-de-la-Roque
Saint-Samson-de-la-Roque település Franciaországban, Eure megyében. Lakosainak száma 437 fő (2022. január 1.). Saint-Samson-de-la-Roque La Cerlangue és Saint-Vigor-d’Ymonville községekkel határos.

## Népesség
A település népessége az elmúlt években az alábbi módon változott:
| Lakosok száma | 278  | 292  | 271  | 328  | 405  | 419  | 436  | 433  | 431  | 437  |
|               | 1968 | 1982 | 1990 | 2006 | 2013 | 2015 | 2017 | 2019 | 2020 | 2022 |